# Модестов Юлій Аронович
Юлій Аронович Модестов (справщнє прізвище Блувштейн; нар. 1874, Бердичів, тепер Житомирської області — пом. 18 січня 1921, Єкатеринбург) — український оперний співак (драматичний баритон).

## Біографія
Здобув юридичну освіту у Київському університеті, в 1899—1903 роках працював помічником присяжного повіреного Київської судової палати.
Навчався співу в Києві, викладачі — І. Тартаков і К. Еверарді. З 1903 року виступав на оперних сценах: Харкова (в антрепризі О. Церетелі), Москви (Опера С. Зіміна, 1904/05), Житомира (1906—1908), Ростова-на-Дону (1907), Тифліса (1907, 1910), Петербурга (1908, 1912—1913), Самари (1909/10), Вільно (1910), Харкова (1911/12), Києва (1913-19115), Єкатеринбурга (1915, 1919—1921).
Син О. Ю. Модестов також став оперним співаком.

## Партії
| - Руслан («Руслан і Людмила» М. Глінки) - Борис Годунов («Борис Годунов» М. Мусоргського) - Юлій Віндекс («Нерон» А. Рубінштейна) - Кирило Троєкуров («Дубровський» Е. Направника) - Демон («Демон» А. Рубінштейна) - Мазепа («Мазепа» П. Чайковського) - Роберт («Іоланта» П. Чайковського) - Василь Кочубей («Мазепа» П. Чайковського) - Граф Томський («Винова краля» П. Чайковського) - Князь Курлятєв («Чародійка» П. Чайковського) - Венеціанській гість («Садко» М. Римського-Корсакова) - Григорій Грязной («Царева наречена» М. Римського-Корсакова) - Валентин («Фауст» Ш. Ґуно) | - Граф де Невер («Гугеноти» Дж. Мейєрбера) - Нелюско («Африканка» Дж. Мейєрбера) - Ескамільо («Кармен» Ж. Бізе) - Ріголетто («Ріголетто» Дж. Верді) - Жермон («Травіата» Дж. Верді) - Яго («Отелло» Дж. Верді) - Ренато («Бал-маскарад» Дж. Верді) - Граф ді Луна («Трубадур» Дж. Верді) - Амонасро («Аїда» Дж. Верді) - Скарпіа («Тоска» Дж. Пуччіні) - Альфіо («Сільська честь» П. Масканьї) - Тоніо та Сільвіо («Паяци» Р. Леонкавалло) - Януш («Галька» С. Монюшко) |  |

Найкращою вважають партію Фігаро у «Севільському цирульнику» Дж. Россіні.

## Записи
Записувався на грамплатівки в Москві («Лирофон», 1905; Pathé, 1911), Тифлісі («Грамофон», 1905; «Сирена», 1910), Вільно («Зонофон», 1909—1913), Києві («Екстрафон», 1914).
Загалом записано 94 твори, серед яких два романси М. Лисенка «Без тебе, Олесю» і «Гетьмани, гетьмани» (1913).